# Cascais
Cascais (portugalská výslovnost: [kɐʃkajʃ]) je pobřežní město a obec v Portugalsku, 30 kilometrů západně od Lisabonu. Je to kosmopolitní předměstí portugalského hlavního města a jedna z nejbohatších obcí v Portugalsku. Počet obyvatel v roce 2021 činil 214 158, na rozloze 97,40 km2. Bývalá rybářská vesnice byla již roku 1354 povýšena na město. Slávu získala jako letní sídlo portugalské královské rodiny v poslední čtvrtině 19. století a počátkem 20. století. V současné době je oblíbeným rekreačním místem pro portugalské i zahraniční turisty.

## Situace
Město se nachází na pobřeží Estoril, známém jako Portugalská riviéra, při ústí řeky Tagus, mezi pohořím Sintra a Atlantským oceánem. Ze severu je omezuje pohoří Sintra, na jihu a západě oceán a na východě obec Oeiras. Administrativa města je rozdělena do 4 místních částí (farností, portugalsky freguesias), jejichž správa je podřízena městskému úřadu v Cascais, jsou toː
- Alcabideche
- Carcavelos e Parede
- Cascais e Estoril
- São Domingos de Rana

## Doprava
Lisabonské oblasti slouží letiště pro všeobecnou leteckou dopravu v Tires (São Domingos de Rana) i letiště Cascais, které také nabízí vnitrostátní pravidelné lety od společnosti Aero VIP. Lodní a autobusová doprava zajišťují jak místní, tak dálkové spojení. V přístavu pravidelně kotví velké zaoceánské lodi.

## Historie
Osídlení území kolem dnešního Cascais začalo v pozdním paleolitu, jak naznačují archeologické nálezy ze severu Talaíde, z Alto do Cabecinho (Tires) a jižně od Moinhos do Cabreiro. Během neolitu se v regionu usídlili lidé trvale. Jeho obyvatelé využívali ke kostrovým pohřbům svých mrtvých přírodní jeskyně (např. Poço Velho v Cascais) i umělé úkryty (jako v Alapraii nebo São Pedro). Těla byla pohřbena s milodary, což je praxe, která pokračovala do doby bronzové.
Antické římské osídlení bylo zdokumentováno na několika místech celé oblasti. Zahrnují silnice a několik domů (vil), například vilu Freiria (dnes São Domingos de Rana), nebo Casais Velhos (Charneca). Skupina deseti nádrží objevených podél Rua Marques Leal Pancada v Cascais sloužila k produkci a skladování solených ryb. Římské zeměpisné názvy se v regionu dochovaly u slova "Caparide" (z latiny capparis, což znamená "caper"), i v několika nápisech na náhrobních deskách.
Další názvy pocházejí z období arabské nadvlády. Arabský básník Ibn Mukan zde byl první, kdo v Evropě popsal užívání větrných mlýnů.

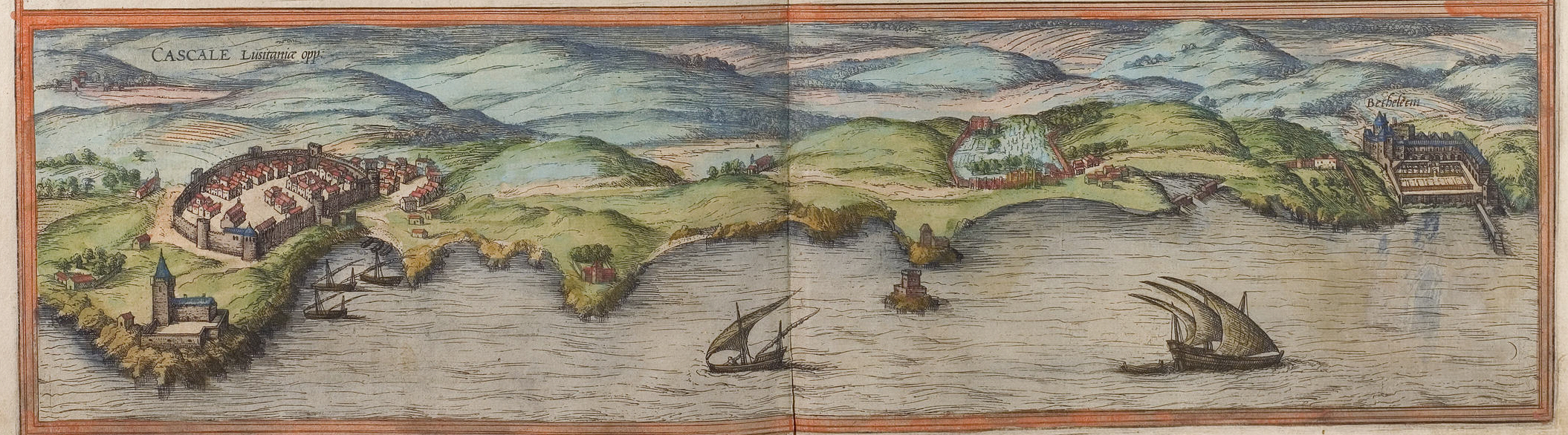
Pobřeží kolem Cascais, z Hogenbergova atlasu evropských měst Civitates orbis terrarum (1572)

V roce 1135 král Alfons I. Portugalský získal okupované území zpět. V roce 1159 se Cascais poprvé připomíná písemně jako součást panství Sintra, Roku 1354 obdržela obec od krále Petra I. Portugalského městská práva a nově postavený hrad získal v léno Gomes Lourenço de Avelar.
Za napoleonských válek roku 1807 citadelu obsadilo francouzské vojsko.
Od roku 1870 Cascais pravidelně sloužilo a dosud slouží jako letní rezidence portugalských králů až po Juana Carlose I., svou vilu zde měl britský král Eduard VIII. i poslední italský král Umberto II. V roce 1889 se zde konalo první mistrovství Portugalska ve fotbale. V roce 1890 město proťala železniční trať a bylo postaveno železniční nádraží. Od 30. let 20. století si zde svá letní sídla budovala portugalská šlechta.
Převažující ráz letoviska má město dosud.

## Památky
- Citadela
- Radnice a socha krále Petra I. Portugalského
- Maják Farol de Guia, na skále na západním okraji města
- Castro Guimarães, panské sídlo středověkého původu, přestavěné v období renesance, s rodinnou kaplí a velkou knihovnou, slouží jako muzeum
- Palác Seixas, novogotický romantický palác rodiny Seixas
- Boca do Inferno (českyː Tlama pekla), skalní útvar na pobřeží Atlantiku, do jehož jeskyně naráží prudký příboj; britský okultní spisovatel Aleister Crowley v něm ve 30. letech 20. století předstíral sebevraždu.
- Chodník před radnicí poskládaný tak, aby se opticky vlnil.[2]

## Galerie

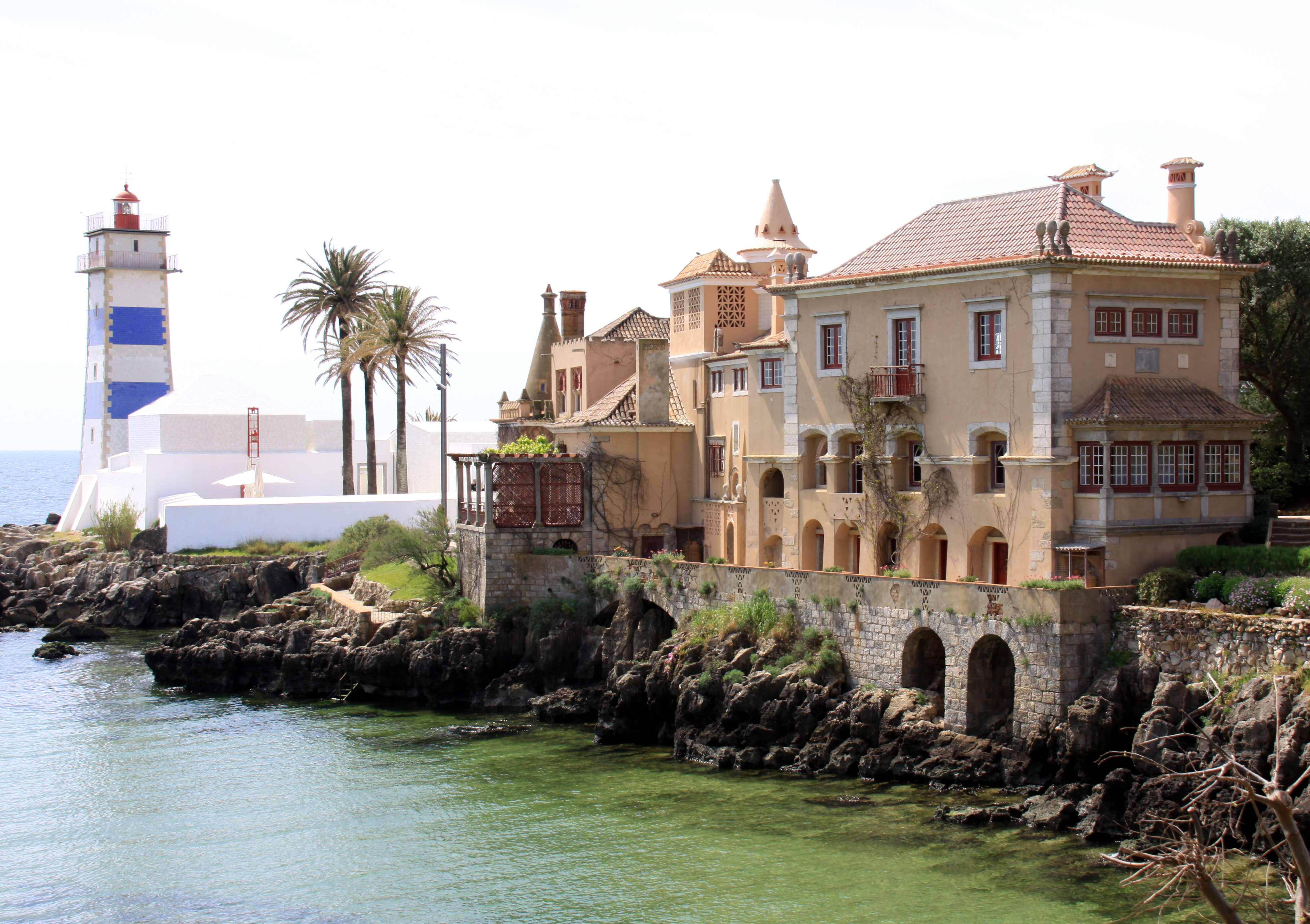
Maják Farol de Santa Marta
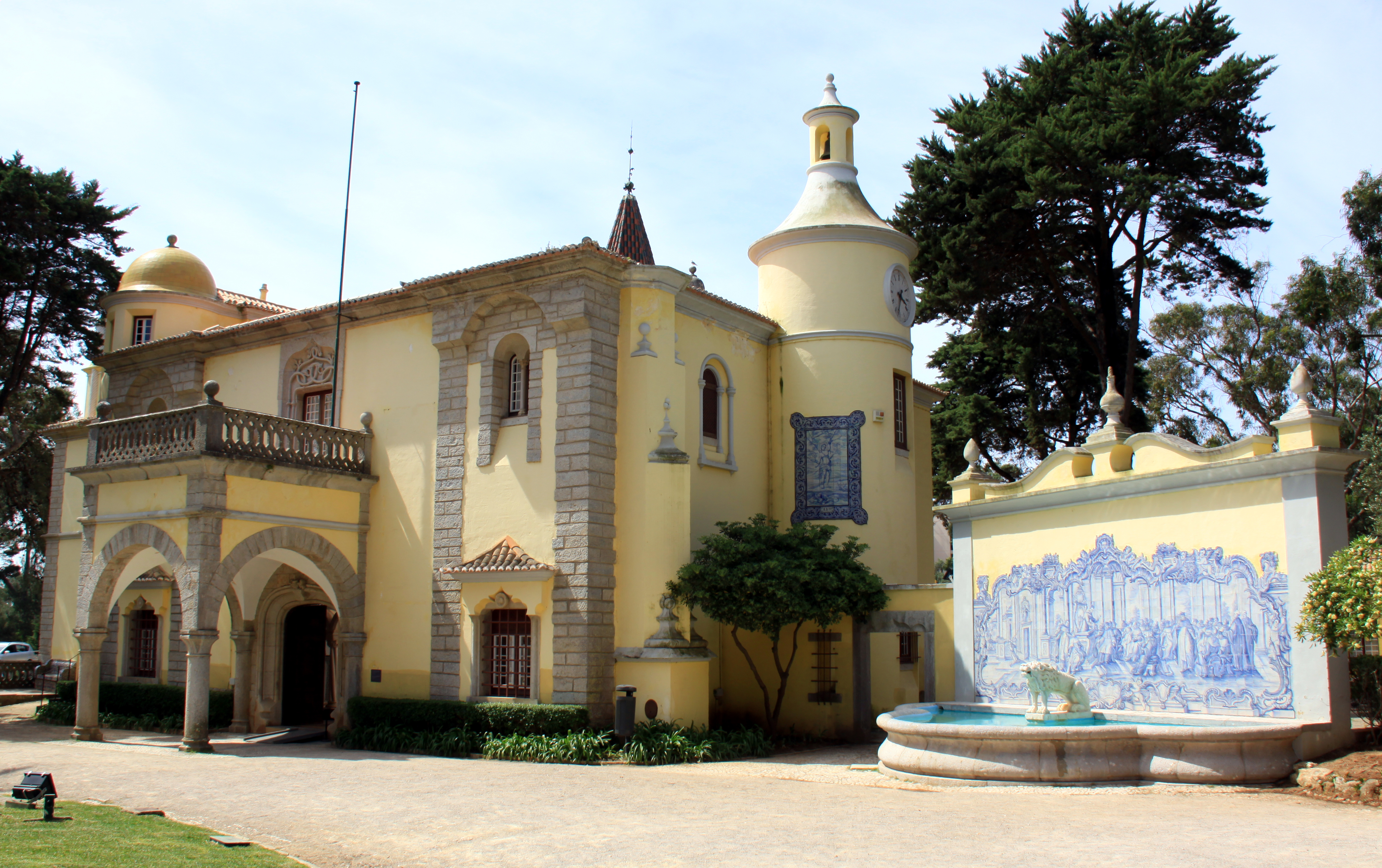
Muzeum Conde Castro Guimarães
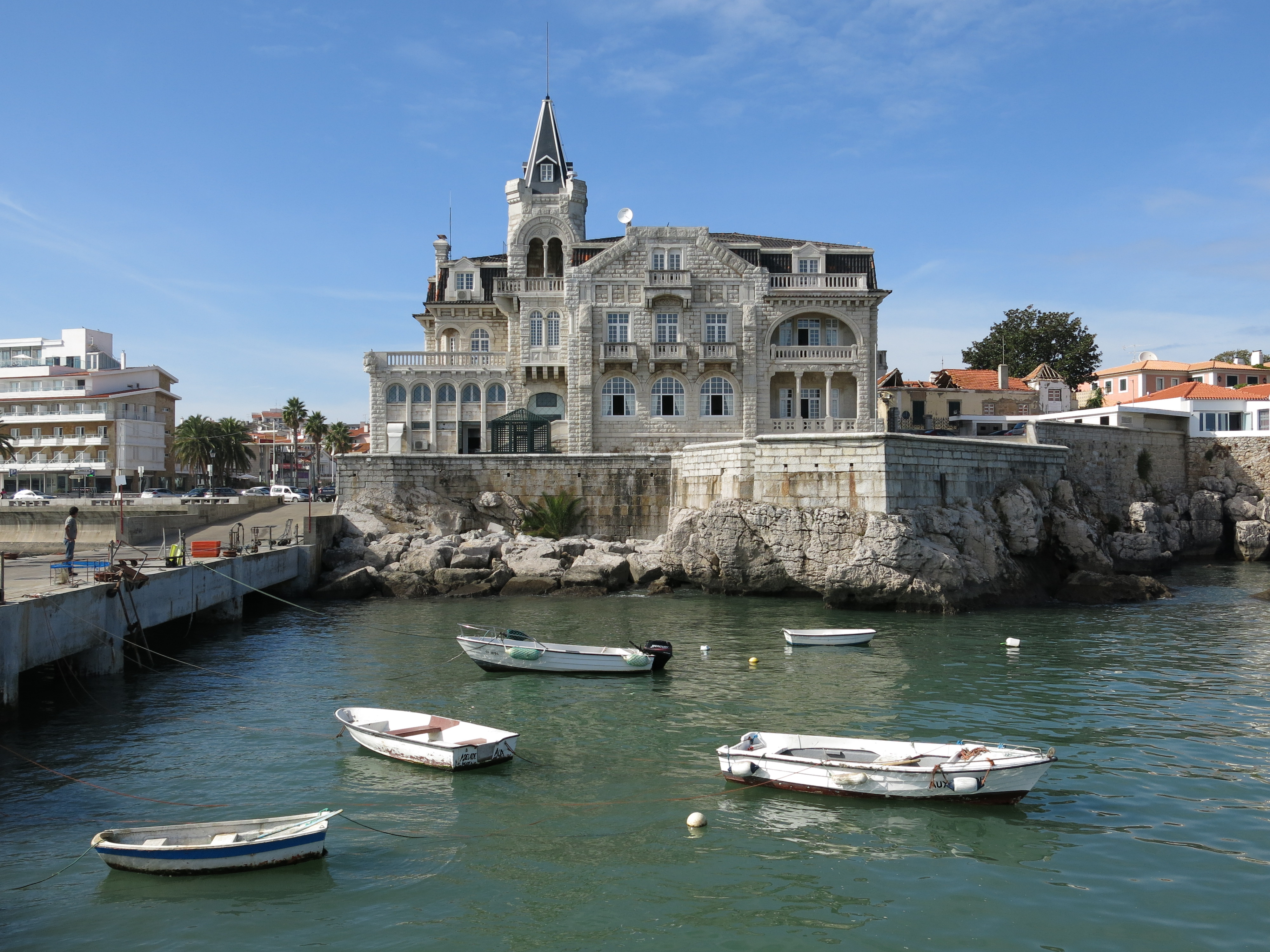
Palác Seixas
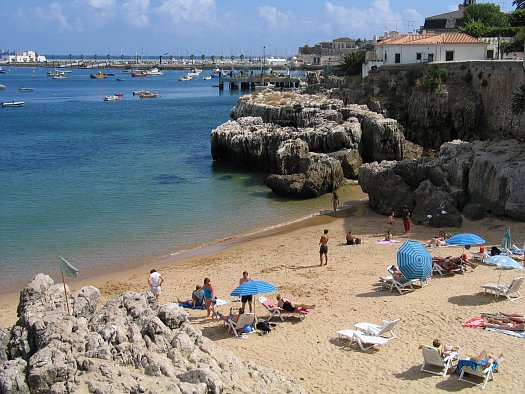
Pláž u Cascais
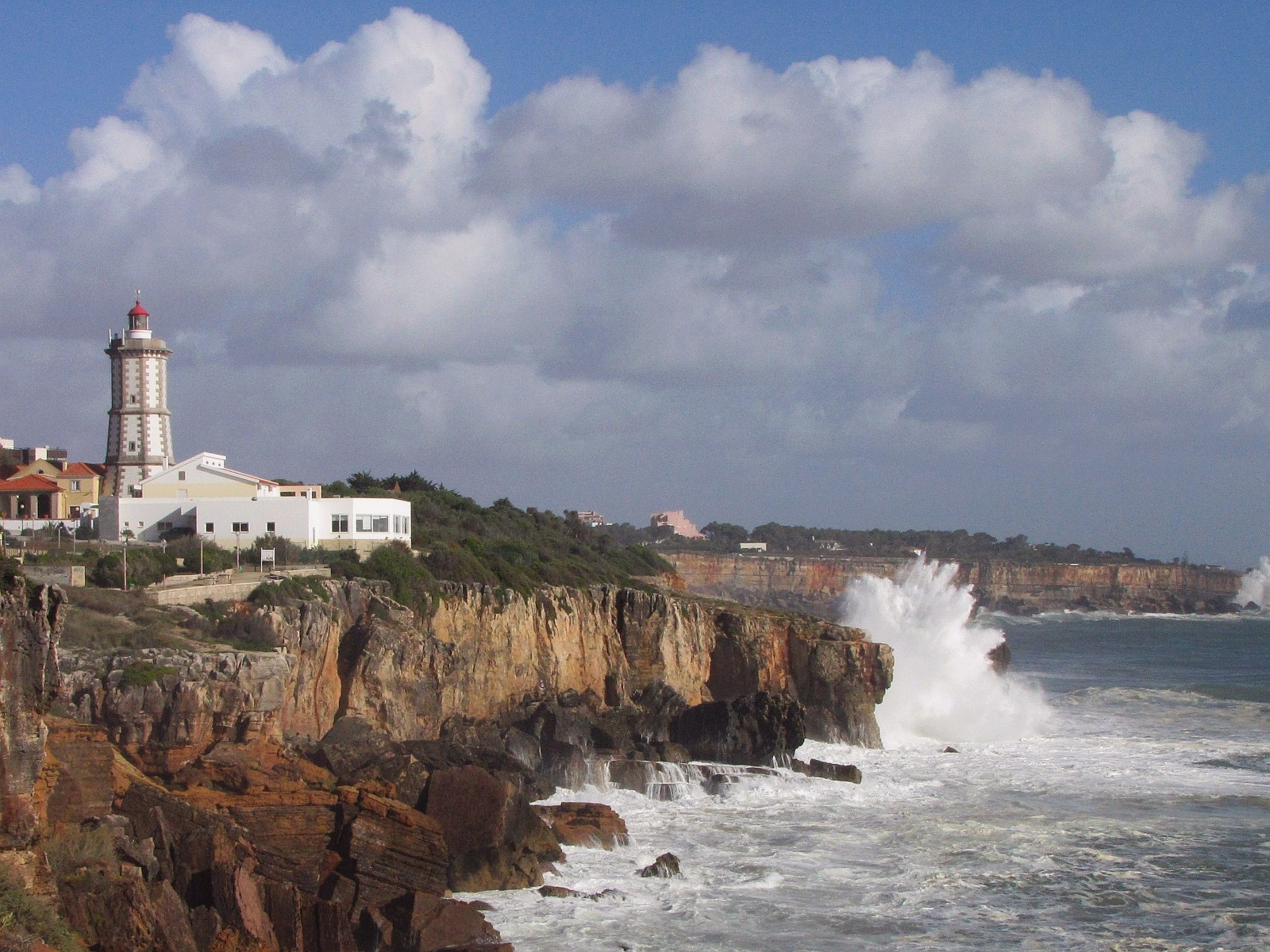
Maják Farol de Guia
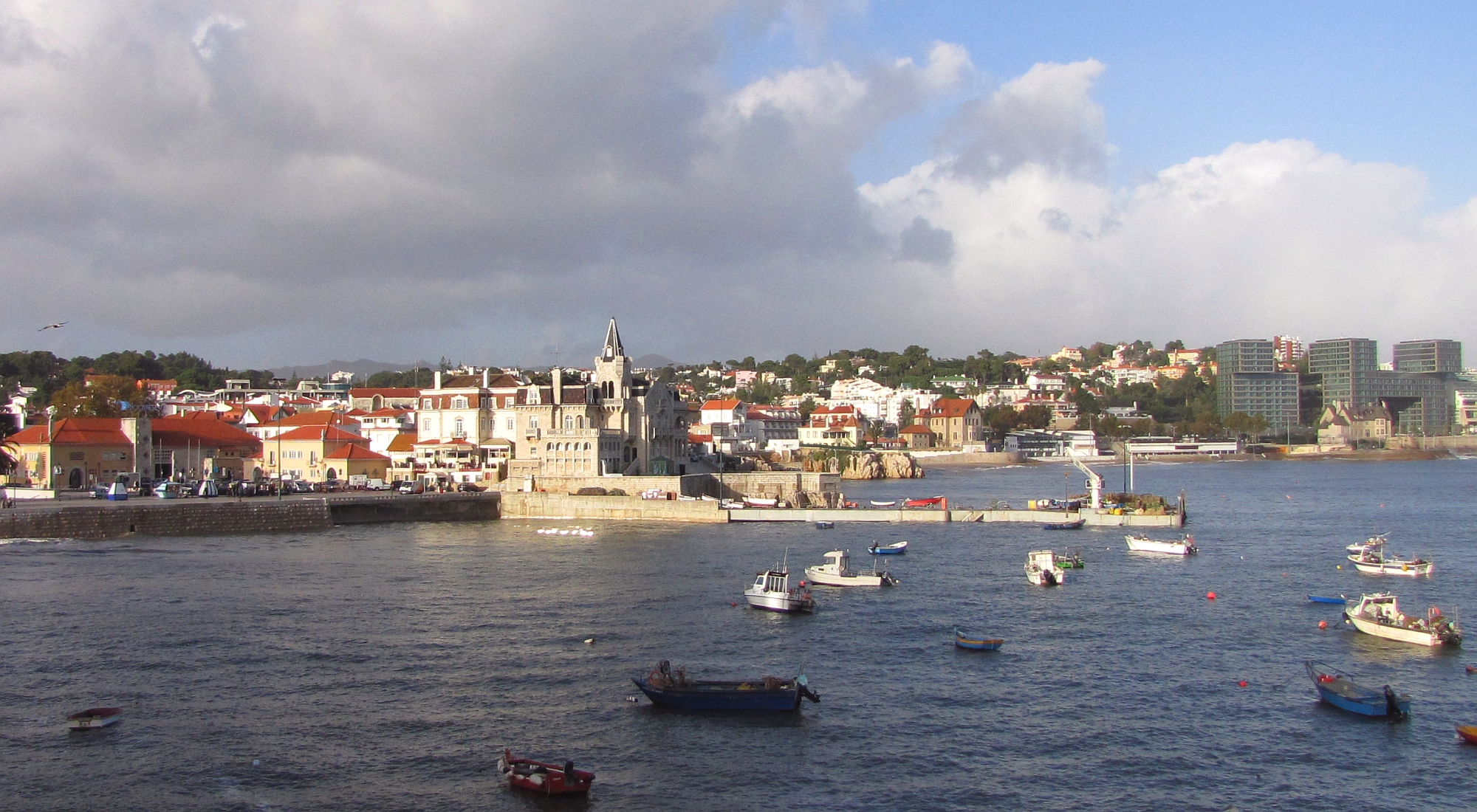
Cidadela
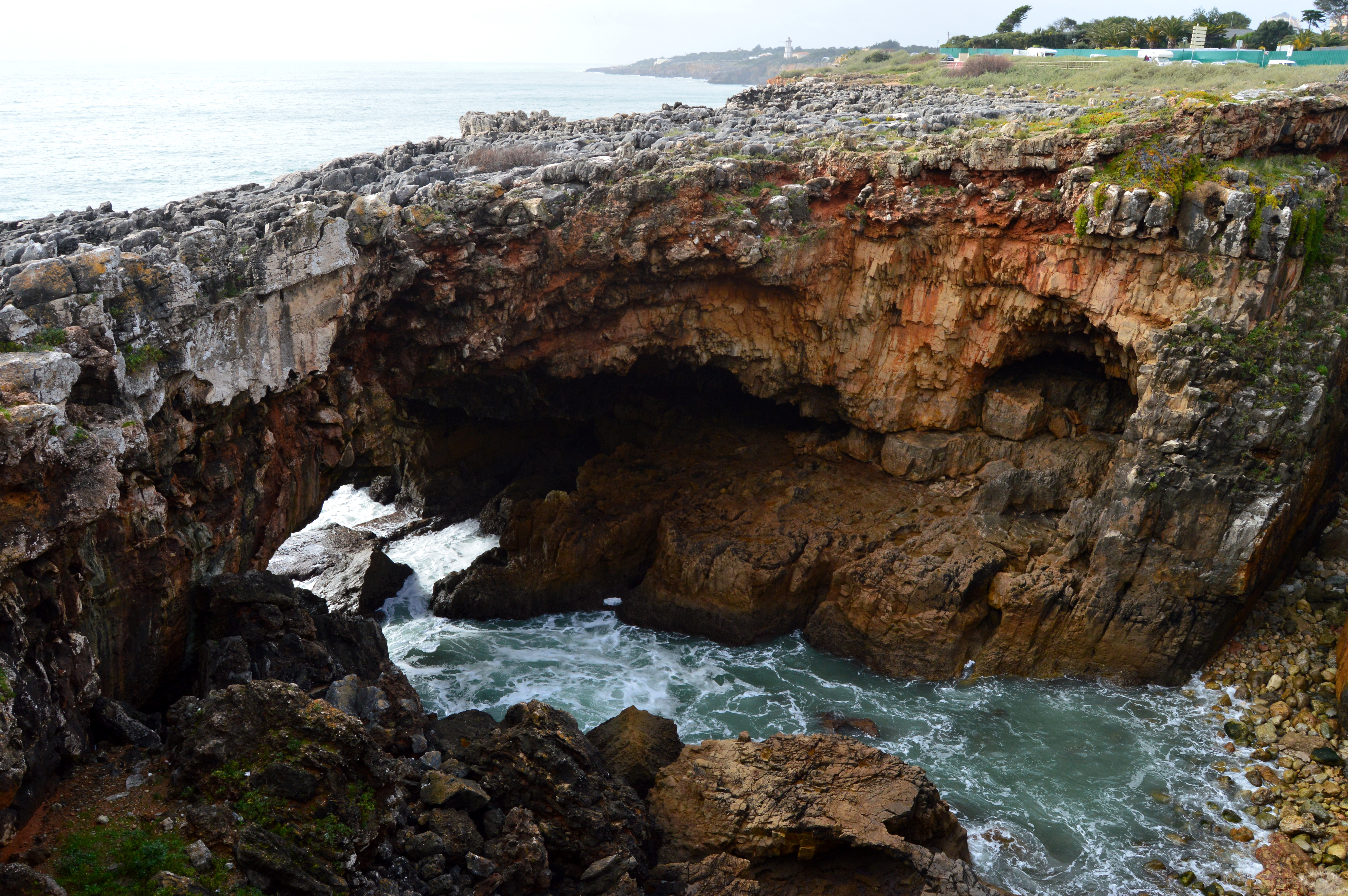
Boca do Inferno